# ۵۴۳ (پیش از میلاد)
۵۴۳ (پیش از میلاد) ۵۴۳مین سال قبل از تقویم میلادی است.